# Múi giờ miền núi

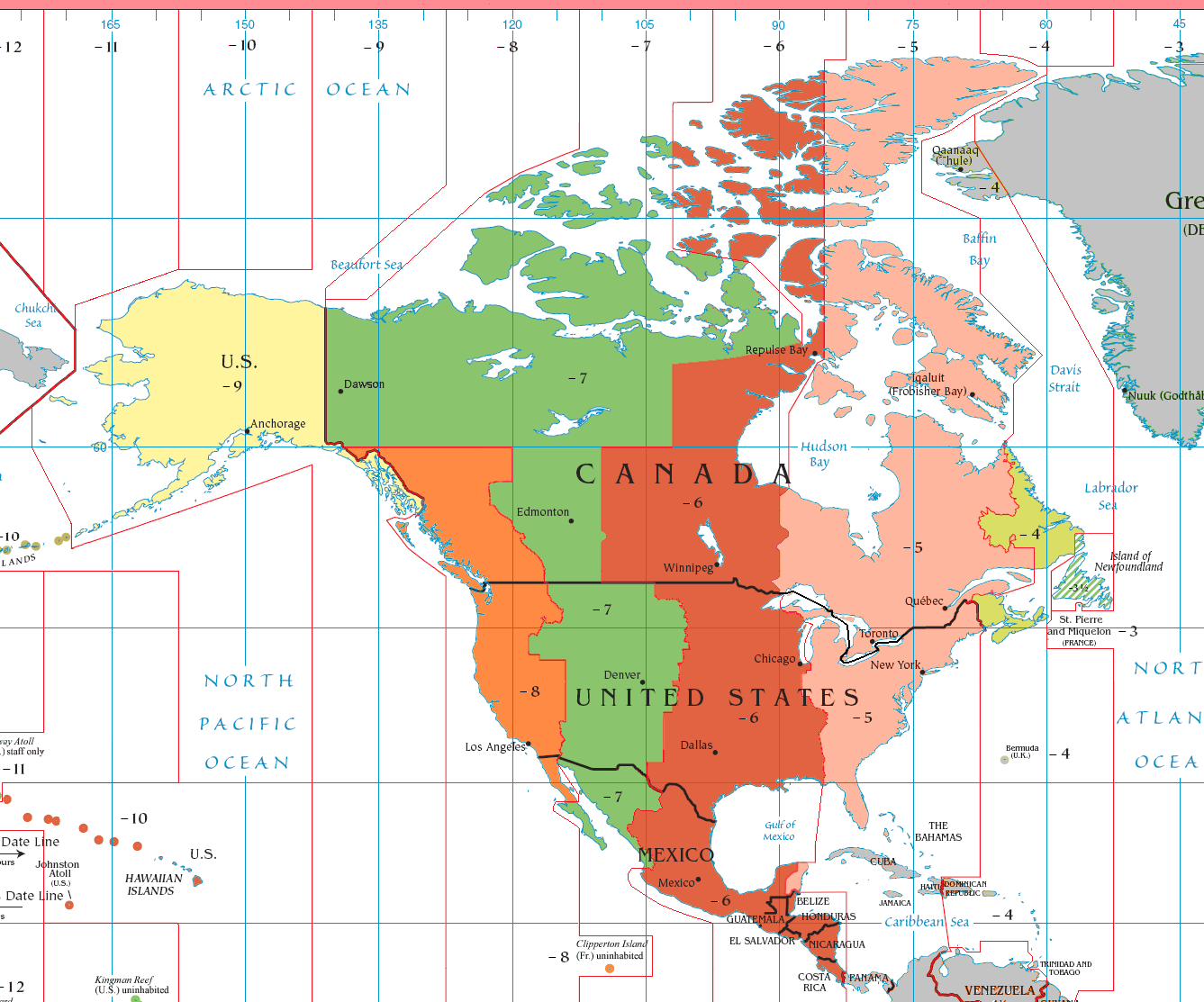
Giờ chuẩn miền núi (MST) là UTC-7
Giờ ánh sáng ngày miền núi (MDT) là UTC-6

Múi giờ miền núi của Bắc Mỹ là giờ tính bằng cách lấy Giờ phối hợp quốc tế (UTC) trừ đi 7 tiếng vào thời kỳ ban ngày ngắn nhất của mùa thu và mùa đông, và bằng cách trừ 6 giờ trong khoảng thời gian dùng giờ tiết kiệm ánh sáng ngày cho mùa xuân, hè, và đầu mùa thu (UTC-6). Giờ trong múi giờ này dựa vào Thời gian Mặt trời trung bình của đường kinh tuyến 105 độ phía tây Đài quan sát Greenwich.
Tại Hoa Kỳ và Canada, múi giờ này được gọi là Giờ miền núi (MT). Chi tiết hơn, nó là Giờ chuẩn miền núi (MST) khi áp dụng giờ chuẩn (mùa đông), và Giờ ánh sáng ngày miền núi (MDT) khi áp dụng giờ tiết kiệm ánh sáng ngày. Chi tiết chính xác về vị trí của múi giờ và đường phân chia giữa các múi giờ được công bố trong Mã Quy định Liên bang (Code of Federal Regulations).
Múi giờ này đi trước Múi giờ Thái Bình Dương một tiếng và đi sau Múi giờ miền Trung 1 tiếng.
Trong một số khu vực, bắt đầu trong năm 2007, giờ địa phương được đổi từ Giờ chuẩn miền núi (MST) sang Giờ ánh sáng ngày miền núi (MDT) vào lúc 02:00 sáng (ngay lúc đó đổi thành 03:00 sáng) ngày chủ nhật lần thứ hai của tháng 3 và quay trở về giờ chuẩn lúc 02:00 sáng (lúc đó đổi thành 01:00 sáng) ngày chủ nhật đầu tiên của tháng 11.

## Canada
Các tỉnh bang và các khu vực sau đây thuộc múi giờ miền núi:
- Alberta
- Northwest Territories (trừ Tungsten)
- Vùng Kitikmeot của Nunavut
- Một số vùng của miền đông nam và đông bắc British Columbia
- Vùng Saskatchewan quanh thành phố Lloydminster

## México
Các tiểu bang của México sau đây là thuộc múi giờ miền núi:
- Baja California Sur
- Chihuahua
- Nayarit
- Sinaloa
- Sonora: luôn là Giờ chuẩn miền núi (MST) - không có Giờ tiết kiệm ánh sáng ngày

## Hoa Kỳ
Các tiểu bang hoặc các khu vực sau đây là thuộc Múi giờ miền núi:
- Arizona - luôn là Giờ chuẩn miền núi - không có giờ tiết kiệm ánh sáng ngày trừ tại khu dành cho người bản thổ châu Mỹ Navajo
- New Mexico
- Wyoming
- Utah
- Colorado
- Montana
- Idaho (trừ miền bắc vùng cán chảo)
- Đông Oregon/Quận Malheur
- Một phần tư phía tây nam của Bắc Dakota
- Nửa phần phía tây của Nam Dakota
- Một phần ba phía tây của Nebraska
- Hai quận cận tây nhất trong Texas (Hudspeth, El Paso)
- Bốn quận tại Kansas (Greeley, Hamilton, Sherman, và Wallace)
- Các thị trấn ở Nevada là West Wendover và Jackpot

Arizona không có dùng Giờ tiết kiệm ánh sáng ngày. Tuy nhiên, Xứ Navajo, phần lớn vùng của nó nằm trong Arizona dùng Giờ tiết kiệm ánh sáng ngày suốt lãnh thổ của nó. Khu dành riêng cho người bản thổ Hopi, một vùng nằm bên trong Xứ Navajo không dùng Giờ tiết kiệm ánh sáng ngày.

## Các vùng đô thị chính
- Albuquerque, New Mexico
- Billings, Montana
- Boise, Idaho
- Calgary, Alberta
- Chihuahua, Chihuahua
- Ciudad Juárez, Chihuahua
- Colorado Springs, Colorado
- Cranbrook, British Columbia
- Denver, Colorado
- Edmonton, Alberta
- El Paso, Texas
- Fort St. John, British Columbia (không có Giờ tiết kiệm ánh sáng ngày - Daylight Saving Time)
- Hermosillo, Sonora (không có Giờ tiết kiệm ánh sáng ngày - Daylight Saving Time)
- La Paz, Baja California Sur
- Phoenix, Arizona (không có Giờ tiết kiệm ánh sáng ngày - Daylight Saving Time)
- Salt Lake City, Utah
- Tucson, Arizona (không có Giờ tiết kiệm ánh sáng ngày - Daylight Saving Time)